# Trentepohlia fuscoapicalis
Trentepohlia fuscoapicalis är en tvåvingeart som beskrevs av Alexander 1920. Trentepohlia fuscoapicalis ingår i släktet Trentepohlia och familjen småharkrankar. Inga underarter finns listade i Catalogue of Life.